# Stade Auguste Bonal
Stade Auguste Bonal – stadion piłkarski, położony w mieście Montbéliard, Francja. Oddany został do użytku w 1932 roku. Od tego czasu swoje mecze na tym obiekcie rozgrywa zespół FC Sochaux-Montbéliard. Po przebudowie w latach: 1998–2000, jego pojemność wynosi 20 005 miejsc. Rekordową frekwencję, wynoszącą 20 866 osób, odnotowano w sezonie 1975/76, podczas meczu ligowego pomiędzy FC Sochaux-Montbéliard a AS Saint-Étienne.